# Chthonius troglobius
Chthonius troglobius är en spindeldjursart som beskrevs av Hadzi 1937. Chthonius troglobius ingår i släktet Chthonius och familjen käkklokrypare. Inga underarter finns listade i Catalogue of Life.